# TOKI
TOKI（とき、1969年10月31日 - ）は、日本のミュージシャン、ボーカル。所属事務所はKeasler Japan Limited。法人企業グループConquest Group代表取締役CEO。現在は自身のバンド「C4」や、自らのプロジェクトバンド「STEALTH」等で活動している。

## 経歴
- 1992年2月、Kill=slayd（キル・スレイド）結成。
- 1994年、GLAYのTAKUROとの共同プロデュースプロジェクト[an Optic]を始動。
- 1997年6月25日、Kill=slaydにてメジャーデビュー。
- 1998年10月31日、Kill=slayd解散
- 2002年、Stealth（ステルス）始動。
- 2003年以降、数年間音楽業界を離れ実業家として活動。Conquest Groupの代表取締役CEOに就任[1]。
- 2007年、C4（シー・フォー）結成。約4年ぶりにシーンに復帰。自身のレーベルKeasler Japan LimitedをConquest Group内に設立、その他イベントオーガナイザー等多岐に渡り活動している。
- 2010年、5月23日のライブを以ってC4活動休止。C4再始動までの期間、STEALTH再始動。6月13日にC4、14日のGLAYのHP上でSTEALTHの1st Album「アルストロメリア」の制作を発表。12月24日「アルストロメリア」発売。
- 2011年3月26日、C4活動再開。「TOKYO BURNING」と銘打った新宿LOFTで行われた復活LIVEはSOLD OUT。
- 2011年9月19日、最初で最後のソロ公演、自叙伝の最後を締め括るものとして「時と呼ばれた男 THE FINAL」をTOKYO FM HALLにて敢行（SOLD OUT）
- 2014年6月8日渋谷公会堂にて行われたコンサート「TOSHI祭り！BUZZ☆DRUM～30th Anniversary&Birthday～Produced by GLAY」にゲスト出演。
- 2014年9月21日ひとめぼれスタジアム宮城で開催されるGLAY EXPO大反省会におけるスペシャルバンドのVocalとしてゲスト参加。（Vocal:TOKI(C4)/Guitar:TAKURO(GLAY)/Guitar:HISASHI(GLAY)/Bass:人時(黒夢)]/Drums:TOSHI NAGAI/Key:川村ケン）
- 2014年12月9日 函館のライブハウス「club COCOA」で開催される「TAKURO MOBILE MEETING公開録音-2014大忘年会-」にVocalとして参加。メンバーはVocal:TOKI(C4)、Guitar:TAKURO(GLAY)、Key:川村ケン
- 2016年2月から全国7ヶ所で行われる「TAKURO MOBILE MEETING公開録音“Journey without a map 2016"」の内、名古屋、京都、新潟の3ヶ所にゲスト参加。
- TOKIの日常の面白いエピソードを描いたブログを取りまとめ「TOKI伝説」として書籍化。全4巻をBOXセットにして2016年5月29日に発売。各巻の帯にマキタスポーツが絶賛のコメントを寄せている。販売はG-Directのみの限定販売。
- 2020年10月31日 TERU（GLAY）主催の配信ライブ[LIVE at HOME Vol,5]にゲスト出演。

## 人物
- ヴォーカリスト、音楽プロデューサーの他に、自社ビルを擁すグループ法人「Conquest Group」の代表取締役CEO、格闘家（フルコンタクト空手※準指導員級[1]）としての顔も持つ。
- 強面の外見からは想像できないほど柔和で腰が低く礼儀正しい。ファンに対しても丁寧で、敬語を使って接している。
- 視力が悪く（視力は両眼とも0.002）、レンズに度が入ったサングラスを常用。
- 自身のTwitterで稀に呟かれる独自の人間学はHISASHIらに「TOKISM」と称されている。
- その他、記憶力に定評があり、相当数のファンの顔と名前を暗記している。記憶力に対し、幼少期から周囲の定評がある事を理由に、自らを「直観像記憶（映像記憶）の素養があるのかもしれない」と述べている[2]。
- 車やバイクの修理やカスタムを得意とし、自宅地下のガレージにはプロショップ並みの工具や工作機械が揃っている。
- 愛車はカスタムされたポルシェ911カレラカブリオレ(992型)、FAIRLADY Z ROADSTERとカワサキ・Z1000MKIIとカワサキ・750SSマッハⅣ(H2)
- 特にバイクには特別な熱の入りようで、サーキット走行に合わせた高度な改造を施し、茨城県にある筑波サーキットで走行している写真や動画を自身のInstagramに頻繁に掲載している。
- MFJ国内ロードレースライセンス保持者

### 交友関係
- Kill=slayd時代からGLAYと交流があり、TERU、HISASHIのTwitter等で度々「GLAYの兄貴」と紹介されており、TAKUROからは親友と紹介されている。TAKUROはTOKIのソロプロジェクト「STEALTH」にギター・コンポーサーとして参加している。
- GLAY EXPOで販売された公演パンフレット付属CD（俗称「本読みCD」）にレギュラー参加。fm osaka「BUZZ ROCK」(2002年9月29日ON AIR分）にGLAYが出演した際にTOKIの話題となり「TOKIさんには世話になりっぱなし」と述懐している。
- IUMA日本振藩國術館およびUSA修斗の代表を務める中村頼永と交流があり、中村頼永にmixiをやる事を勧められたのがきっかけで外部との交流を持つようになった事が自身の音楽活動への復活に繋がったと自叙伝「時と呼ばれた男」で明かされた。
- 永井利光と親交があり、2007年にC4で音楽シーンに復帰する際、自分の歌に自信を持つよう諭された。

### エピソード
- 養護施設や知的障害児童の支援に積極的に取り組んでおり、雑誌等のインタビューで「将来の夢は養護施設の経営」と語っている。
- 毎年クリスマスイブには社会福祉法人友愛学園児童部の子供達にSTEALTHの作品の売上金で購入した人数分のクリスマスプレゼントを届けに行っている。自身のSNSのフォロワーに学園の子供達にお菓子の寄付を募ったり、贈ってくれた方には感謝の気持ちとして、宛名を全て自筆で書いた封筒にプライベートで撮ったDVDを封入して送っていた。
- 20歳の時に交通事故で多臓器破裂し、2年間寝たきりで闘病生活を送っていた。STEALTHの楽曲「sickbed」の歌詞は、その時の心情を表したものである。
- 2009年8月、北海道在住の女性ファンが末期癌になった事を知り、単身北海道まで見舞いに行った。その女性は後に他界。
- 音楽業界に復帰した理由は、古くからのTOKIのファンであった一人の女性が自殺をはかり植物状態になった事を知って自責の念に駆られての事、と活動初期に販売された小冊子「My Confidential Notes」に綴られている。
- CDの複数売り商法（c/w曲や特典の違いで同じシングルやアルバムを数種類販売する商法）を熱烈に批判している。
- 十代の頃から少女漫画のファンである事を公言している。好きな漫画家として挙げているのは一条ゆかり、渡辺多恵子、いがらしゆみこ、池田理代子。特に「ファミリー！」（渡辺多恵子）に関しては自身のブログに書くほどの大ファン。
- 祖父は日本の水上滑空機界の第一人者である津野藤吉郎。
- 2014年9月22日のTwitterにて自身が経営する会社で福島県福島市に東日本大震災の被災者に向けての集合住宅の提供（清水市(4棟):蓬萊町(4棟):宮代(2棟)合計10棟:計94世帯）に携わっている事を明かした。
- 2014年11月7日放送分の笑福亭鶴瓶がパーソナリティーを務めるTBS「A-Studio」にカメオ出演。番組ゲストであったGLAYの人物像を「彼らは幼稚園で習った事を今でもずっと守ってる。「挨拶をキチンとする」「自分がされたら嫌な事は人にしない」「人に優しくする」そういう当たり前の事を当たり前に出来る凄さがある」と評した。
- 2015年1月22日のTwitter上でファンから「名言カレンダーを作ってほしい」と言われ、「このツイートが300くらいリツイート(ReTweet)されたら作ります」と呟くと、瞬く間に300を超え、翌日には「TOKISM-DAILY PAD TYPE CALENDAR」と銘打った日めくり式の万年カレンダーの発売を発表。予約者のみの限定で販売した（現在入手不可）。
- 「TOKISM-DAILY PAD TYPE CALENDAR」の発売を受け、C4のギタリストである大村孝佳を輩出した音楽学校MI JAPANにてセミナー（7月～8月：全国5カ所：福岡校・大阪校・仙台校・名古屋校・東京校）が開催される（全講演ともチケットはSOLD OUT）。
- マザー・テレサと俳優の宇津井健、高倉健を尊敬する人物として挙げている。宇津井健の墓所には毎年訪れている。
- 2018年1月5日に急逝したギタリスト、藤岡幹大に対し、藤岡の遺族に向けての基金プロジェクト「My Little God」を大村孝佳、GO(Sads)、前田遊野らと立ち上げ、主宰している。
- 2018年9月に仮設住宅で暮らす福島県の東日本大震災の被災者に向け、STEALTHのアルバム「Alstromeria」の名を冠した集合住宅「Alstromeria NE」（アルストロメリア ノースイースト）を福島県福島市本内に竣工させた。
- 2023年5月に自社のレーベル名を冠した店舗付きRC集合住宅「Keasler BLDG」(東京都品川区南品川/7階建)を取得した事を明かした。

## STEALTH
Stealth(ステルス ※2010年以降は全て「STEALTH」という大文字表記）は元々TOKIを中心としたプロジェクトだったが、現在はTAKUROとのコラボレーションユニットとして知られる。

### 経歴
- 2002年7月始動。同年9月25日にTAKUROとのコラボシングル「灼熱〜しゃくねつ〜」をリリース。
- 2003年1月23日には、Frankie Goes To Hollywoodのカヴァー「RE-LAX 【Howling trance + five tracks attached】」をリリースするも、ライブ活動もせずに短期間で休止する。
- 2009年、TOKIの音楽活動再開により復活し、同年5月28日、渋谷AXにて主催イベント「Kasler Japan Limited -black:shaft-」を開催、初ライブを行い、他にD、lynch.らも出演。メンバーはギターにTAKUROとDETROXやTHE MAD CAPSULE MARKETSのサポート等で活動している現SadsのK-A-Z、ベースに元LaputaのJunji、ドラムに同じく元LaputaでC4のメンバーであるTomoiが参加。
- 2010年6月13日にC4活動休止につき、STEALTHでのアルバム「アルストロメリア」の制作を発表。全作詞をTOKI、全作曲をTAKUROが手掛け、アルバムの収益は東京都青梅市にある友愛学園児童部への支援金として寄付する事をTOKIがWEBインタビュー[3][4]で明かした[5]。
- 2012年10月30日生放送のインターネットTVにて"Affection of Alstromeria"と銘打ってSTEALTH初のワンマン公演を開催する事を発表。
- 2013年1月16日Shibuya O-EASTにてSTEALTH初ワンマン公演"Affection of Alstromeria"（即日SOLD OUT）
- 2013年10月29日生放送のインターネットTVにてShibuya O-EASTにてSTEALTH初ワンマン公演"Affection of Alstromeria"のLIVE DVDの発売を発表。
- 2014年1月16日STEALTH 1st LIVE DVD "Affection of Alstromeria"発売（販売はGLAY OFFICIAL WEBSTOREのみ）
- 2015年10月4日新宿LOFTにて行われたC4のライブのステージ上で2016年にSTEALTHのライブを再び行う事を発表。
- 2016年5月29日3年ぶりの再集結ライブ「My Dear Alstromeria」をZepp Tokyoで敢行。
- 2024年 STEALTHに参加した佐久間正英の没後10年の命日となる1月16日に新メンバーを迎えてリブートアルバム「Alstromeria-PROCEED-」の正式発売を発表。従来のTOKI、TAKURO、HISASHI、K-A-Z、Junji、永井利光、Tomoi、佐久間正英らに加え、新メンバーとして大村孝佳、TOKIE、DJ Mass MAD Izm*、REOの参加も併せて発表された。
- 2024年4月17日「Alstromeria-PROCEED-」発売。

### 作品
- 「灼熱〜しゃくねつ〜」
（1st Single 2002年9月25日発売、2008年6月4日再発）
- 「RE-LAX 【Howling trance + five tracks attached】」
（2nd Single 2003年1月23日発売、2008年6月4日再発）
- 激情/sickbed
（3rd Single 2010年10月31日発売/現在入手不可）
- アルストロメリア
（1st Album 2010年12月24日発売）
全作詞TOKI、全作曲TAKURO
参加アーティスト
TOKI（C4)
TAKURO(GLAY)
K-A-Z(SADS）
Junji（C4)
Tomoi（C4)
HISASHI（GLAY)
永井利光
永井誠一郎
杉山圭一
佐久間正英
- 「Affection of Alstromeria」
（2013年1月16日渋谷O-EASTのLIVE DVD 2014年1月16日発売）
- 「My Dear Alstromeria」
（2016年5月29日Zepp TokyoのLIVE DVD 2016年12月16日発売）
- 「Alstromeria-PROCEED-」
（2nd Album 2024年4月17日発売）
参加アーティスト
TOKI（C4)
TAKURO(GLAY)
HISASHI（GLAY)
K-A-Z(SADS）
大村孝佳（C4)
TOKIE
Junji（C4)
永井利光
Tomoi（C4)
DJ Mass MAD Izm*
REO
佐久間正英